# Giovanni Cecchini Caranzoni
Giovanni Cecchini Caranzoni, noto anche come Giovanni IV di Viterbo (Viterbo, XIV secolo – Viterbo, 1460), è stato un vescovo cattolico italiano.

## Biografia
Compare per la prima volta nelle cronache il 10 febbraio 1430 quando, già canonico della basilica di San Giovanni in Laterano, viene nominato vescovo di Viterbo e Tuscania da papa Martino V. Qualche giorno dopo diviene anche rettore del Patrimonio della Tuscia.
Durante il suo episcopato il territorio della Tuscia attraversò un periodo di profonda riorganizzazione diocesana. Nel 1435 fu distaccata dai territori tuscanesi la diocesi di Corneto, che fu unita a quella di Montefiascone, e furono unite le diocesi di Nepi e Sutri. Nel 1437 furono unite le diocesi di Civita Castellana e Orte. Sull'onda di queste riorganizzazioni, il Cecchini Caranzoni richiese a papa Eugenio IV che la diocesi di Bagnoregio, rimasta vacante, venisse unita a quella di Viterbo, ma la sua richiesta fu respinta. Ripresentò la stessa richiesta nel 1447 al nuovo pontefice Niccolò V, ma la risposta fu nuovamente negativa.
Nel 1457 fu scelto da papa Callisto III per far parte della commissione per valutare la canonizzazione di Rosa da Viterbo. Nonostante l'enorme mole di documentazione raccolta, il processo non fu mai portato a termine.
Giovanni Cecchini Caranzoni morì a Viterbo nel 1460.